# 리처드 3세
리처드 3세(Richard Ⅲ, 1452년 10월 2일 ~ 1485년 8월 22일)는 잉글랜드 요크 왕가 최후의 왕(재위 : 1483년 ~ 1485년)이다.
에드워드 4세의 막내 동생으로, 에드워드 4세가 왕위에 오르면서 글로세스터 공작(Duke of Gloucester)이 된다. 이후 워릭 백작 리처드 네빌의 집안에서 기사훈련을 받고 17세에는 군사지휘관이 되었는데, 에드워드 4세가 쫓겨났다 다시 왕위를 되찾는데 큰 기여를 하였다. 에드워드 4세는 자신의 죽음 전에 리처드를 단독 섭정으로 임명하였을 정도로 리처드를 총애하고 있었다.
에드워드 4세가 죽자 당시 12세였던 그의 아들 에드워드 5세를 대신해 섭정으로 잉글랜드를 다스리게 되었다. 하지만 에드워드 5세의 대관식을 치르기 직전에, 에드워드 5세의 어머니였던 엘리자베스 우드빌과 에드워드 4세의 결혼은 중혼이라는 주장이 나왔고 의회에서 이를 받아들임에 따라 에드워드 5세와 그 형제는 서자로 인지되어 왕위계승권이 후순위로 밀리게 되었다. 이런 이유로 에드워드 4세의 동생이던 리처드 3세가 약 두달 후인 6월 경에 왕위에 오른다. 두 조카(에드워드 5세와 그 동생)는 8월 이후 공식석상에 모습을 드러내지 않았는데, 튜더 왕조 성립 이후에 리처드 3세가 런던탑에 가두어 살해했다는 소문이 떠돌았다.
장미 전쟁 중이던 1485년 보즈워스에서 있었던 헨리 튜더와의 보즈워스 전투에서 전사하였다. 플렌테저넷 최후의 왕이자, 전투에서 사망한 마지막 잉글랜드의 국왕이며, 헤이스팅스 전투에서 전사한 해럴드 2세에 이어 잉글랜드 내전에서 죽은 두 명의 왕 중 한 명이다.
튜더 시대를 거치면서 리처드 3세는 곱추에 한쪽 팔이 기형이며 권세욕이 강하고 음모와 책략에 뛰어난 악당으로 묘사되었다. 리처드 3세가 가진 폭군의 이미지에 대한 상반된 주장이 존재하고 있다. 2012년 리처드 3세의 유골이 발굴됨에 따라 최소한 그의 외모에 대한 것은 옳지 않음이 증명되었다. 리처드 3세는 척추측만증이 있긴 했으나 옷을 갖춰 입으면 크게 티가 나지 않을 정도였으며, 키 172cm 정도에 호리호리한 체형이었을 것이라 한다. 2015년 3월 26일에는 리처드 3세의 시신이 레스터에 위치한 레스터 대성당에 안치되었다.
| 전임 작위 생성 (3번째) | 글로스터 공작 1461년 - 1483년 | 후임 왕위에 합쳐짐 |

| 전임 에드워드 5세 | 잉글랜드의 왕 아일랜드의 영주 1483년 - 1485년 | 후임 헨리 7세 |

| 전임 쉬로우스버리의 리처드 | 요크 공작 1483년 - 1485년 | 후임 헨리 7세 |